# Ulrich Plenzdorf

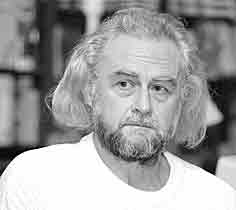
Ulrich Plenzdorf en el año 1993.

Ulrich Plenzdorf (Berlín, 26 de octubre de 1934-Alrededores de Berlín, 9 de agosto de 2007) fue un guionista, asesor artístico y escritor alemán. Su obra más conocida es la obra teatral de 1972 Die neuen Leiden des jungen W.

## Vida
Hijo de un constructor de máquinas, nació en Kreuzberg. Sus padres fueron detenidos durante el gobierno del partido nazi por su pertenencia al Partido Comunista de Alemania. Entre 1949 y 1952 acudió a un internado en Himmelpfort. En 1950 la familia se trasladó a Berlín Este, y en Lichtenberg aprobó su abitur.
Estudió filosofía y marxismo-leninismo en el instituto Franz Mehring de la Universidad Karl Marx de Leipzig. Compaginó sus estudios con un trabajo como tramoyista entre los años 1955 y 1958. En 1958 y 1959 fue soldado del Ejército Popular Nacional.
En 1959 acudió a la Deutsche Hochschule für Filmkunst en Babelsberg. A partir de 1963 trabajó como guionista y asesor artístico en el estudio Babelsberg de la Deutsche Film AG.
Adquirió fama en la República Federal Alemana por la publicación en 1972 de su obra Die neuen Leiden des jungen W. en la revista Sinn und Form. La había escrito originalmente en 1969 para una película, pero finalmente se publicó como libro; desde entonces se ha traducido a más de treinta idiomas.
También adquirió fama como guionista; escribió los guiones de películas de Heiner Carow (Die Legende von Paul und Paula), Tom Toelle (Der Trinker) o Frank Beyer (Abgehauen).
Fue miembro de la Academia de las Artes de Berlín desde 1992. En 2004 fue profesor invitado en el Deutsches Literaturinstitut Leipzig de la Universidad de Leipzig.
Se casó en 1955 con una redactora de la editorial Volk und Wissen Verlag y tuvo tres hijos. Residió muchos años en la Wilhelm-Pieck-Straße (desde 1990 Torstraße). Falleció a los 72 años de edad tras una larga enfermedad en una clínica cercana a Berlín. Fue enterrado el 23 de agosto de 2007 en Alt Rosenthal. Su legado se encuentra en los archivos de la Academia de las Artes de Berlín.

## Reconocimientos
- 1970 Kunstpreis des FDGB
- 1971 Premio Heinrich Greif
- 1973 Premio Heinrich Mann[5]
- 1978 Premio Ingeborg Bachmann
- 1991 Fernsehfilmpreis der Deutschen Akademie der Darstellenden Künste
- 1995 Premio Adolf Grimme

## Obra (selección)
- Die neuen Leiden des jungen W. (1972, teatro)
- Die neuen Leiden des jungen W. (1972, novela)
- Buridans Esel (1975, obra de teatro basada en la obra de Günter de Bruyn)
- Auszug (1977)
- kein runter kein fern (1978)
- Legende vom Glück ohne Ende (1979)
- Gutenachtgeschichte (1980)
- Ein Tag länger als ein Leben (1986)
- Zeit der Wölfe (1989)
- Freiheitsberaubung (1987, basada en el relato de Günter de Bruyn)
- Vater Mutter Mörderkind (1993/94)
- Berliner Geschichten. Eine Autoren-Anthologie, wie sie entstand und von der Stasi verhindert wurde (1995)
- Eins und Eins ist Uneins (1999)

## Filmografía
- 1964 Mir nach, Canaillen!
- 1965 Karla. No se estrenó hasta 1990.
- 1969 Weite Straßen – stille Liebe
- 1970 Kennen Sie Urban?
- 1973 Die Legende von Paul und Paula
- 1974 Liebe mit 16
- 1974 Der alte Mann, das Pferd, die Straße
- 1975 Die neuen Leiden des jungen W.
- 1978 Glück im Hinterhaus
- 1981 Der König und sein Narr
- 1983 Insel der Schwäne
- 1984 Bockshorn
- 1985 Ein fliehendes Pferd
- 1990 Der Fall Ö.
- 1990 Der Verdacht
- 1991 Hüpf, Häschen hüpf
- 1992 Vater Mutter Mörderkind
- 1992 Liebling Kreuzberg
- 1994 Das andere Leben des Herrn Kreins
- 1995 Der Trinker
- 1995 Matulla und Busch
- 1997 Der Laden
- 1998 Abgehauen
- 2005 Noelia oder Fidel wartet nicht